# Боголюбський Микола Андрійович
Мико́ла Андрі́йович Боголю́бський — старший солдат Збройних сил України, учасник російсько-української війни.

## З життєпису
Будівельник з вищою освітою, працював за кордоном, у різних країнах Європи. Коли перебував на півострові Ямал, почув про події в Україні та повернувся на Батьківщину, отримав повістку. Військовик 95-ї окремої аеромобільної бригади — де проходив строкову службу у 2000-х.
Штурмував Слов'янськ, зазнав поранення, переніс 5 операцій і вже восени бився за Піски. Псевдо «Рекс», понад 200 бойових виїздів.
У березні 2015-го демобілізувався, на його повернення у Бердичеві чекали дружина Людмила, трирічний син Павло та однорічна донька Яна.

## Нагороди
2 серпня 2014 року — за особисту мужність і героїзм, виявлені у захисті державного суверенітету та територіальної цілісності України, вірність військовій присязі під час російсько-української війни, відзначений — нагороджений орденом «За мужність» III ступеня.